# Eisenbahnunfall von Ingolstadt
Der Eisenbahnunfall von Ingolstadt war ein Auffahrunfall zweier Güterzüge zwischen den Bahnhöfen Ingolstadt Nord und Ingolstadt Hbf am 2. März 1972, der zu einem Großbrand führte und drei Todesopfer forderte.

## Ausgangslage
Drei Züge waren an dem Unfall beteiligt:
1. Aus einer Reihe von Kesselwagen, die in der Shell-Raffinerie bei Ingolstadt mit Heizöl, Benzin und Flüssiggas betankt worden waren, wurde der Übergabezug Üg 18263 gebildet. Am Ende fehlte das Zugschlusssignal, da auf dem Gelände der Raffinerie aus Gründen des Brandschutzes offenes Feuer und damit auch Petroleumlampen unzulässig waren. Nachdem der Zug das Gelände der Raffinerie verlassen hatte, war vergessen worden, die Zugschlussbeleuchtung nachträglich noch anzubringen. Der Zug fuhr von Norden kommend auf den Hauptbahnhof von Ingolstadt zu, erhielt dort aber keine Einfahrt und blieb vor dem Einfahrsignal stehen.
2. Im Bahnhof Ingolstadt Nord wartete der Durchgangsgüterzug Dg 6563 auf die Freigabe der Ausfahrt in Richtung Ingolstadt Hauptbahnhof vor dem dortigen Ausfahrsignal.
3. Ein zur gleichen Zeit aus Donauwörth kommender und über die Bahnstrecke Ingolstadt–Neuoffingen nach Ingolstadt Hauptbahnhof einfahrender Triebwagen hatte eine Störung an einem Achszähler verursacht.

## Unfallgeschehen
Um die Störung zu beheben, musste der Fahrdienstleiter von Ingolstadt Hauptbahnhof manuell in die Zugsicherung eingreifen. Dabei unterlief ihm ein Fehler: Statt den Streckenblock auf der Strecke von Donauwörth aufzuheben, tat er das irrtümlich für den Block aus Richtung Ingolstadt Nord. Daraufhin erhielt der Dg 6563 das Signal „Fahrt frei“, fuhr in Richtung Ingolstadt Hauptbahnhof weiter und kollidierte wenig später mit einer Geschwindigkeit von 60 km/h mit dem Ende des stehenden Kesselzuges. Der Lokführer wurde beim Aufprall im Führerraum eingeklemmt und verbrannte. 14 der Kesselwagen entgleisten, einige stürzten eine Böschung hinab, neun gerieten in Brand oder explodierten. Insgesamt verbrannten über 175 Tonnen ausgelaufener Raffinerieprodukte. Ein Wagen entgleiste, wurde in ein ehemaliges Bahnwärterhaus gestoßen und explodierte dort mit einer 100 m hohen Stichflamme. Dort starben zwei Menschen.

## Folgen
In der Umgebung kam es zu erheblichen Schäden: Ein entgleisendes Fahrzeug zerstörte eine Schule für Blindenhunde. Durch Öl, das in die Kanalisation floss und sich brennend dort weiter verbreitete, wurden mehrere Autos in Brand gesetzt.
Die Bergungsarbeiten waren schwierig. Das angrenzende Stadtviertel musste evakuiert werden. Neben den Freiwilligen Feuerwehren aus Ingolstadt und Umgebung wurden Werkfeuerwehren von Großbetrieben mit herangezogen, ebenso Kräfte des Technischen Hilfswerks und der Bundeswehr.
Wenige Stunden nach dem Unfall nahm sich der Fahrdienstleiter, der das Unglück ausgelöst hatte, das Leben.